# Tranzyt (transport)
Tranzyt – w transporcie, przewóz ludzi lub towarów przez dane terytorium.
Tranzyt międzynarodowy to przewóz osób lub ładunków z jednego kraju do drugiego przez terytorium trzeciego.
Tranzyt dzieli się na:
- tranzyt bezpośredni – ma miejsce wtedy, gdy ładunek obcy jest przewożony przez terytorium własnego kraju bez prawa składowania;
- tranzyt pośredni – ma miejsce wtedy, gdy przewożone ładunki obce składowane są przez pewien czas na terytorium własnego kraju.

## Prawo międzynarodowe
Umowy międzynarodowe o tranzycie:
- Konwencja i Statut o wolności tranzytu, podpisane w Barcelonie 20 kwietnia 1921[2]
- Konwencja o handlu tranzytowym krajów bez dostępu do morza, podpisana w Nowym Jorku 8 lipca 1965[3]
- Konwencja Narodów Zjednoczonych o prawie morza podpisana 10 grudnia 1982, część III rozdział 2 Przejście tranzytowe (art. 37 – 44) i część X Prawo dostępu do morza i od strony morza oraz wolność tranzytu (art. 124 – 132).